# Морисон, Джордж Питт

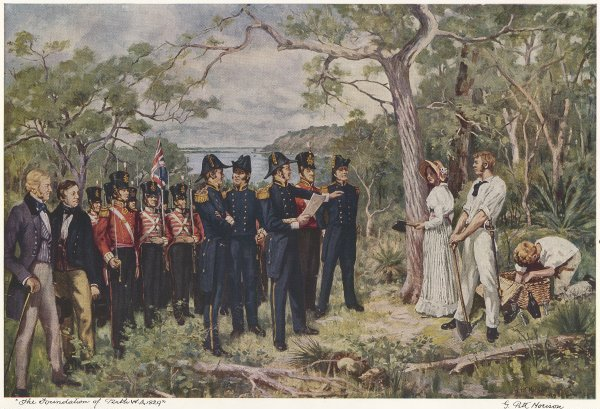
Морисон. Основание Перта 1829

Джордж Питт Морисон (англ. George Pitt Morison; 31 августа 1861 года — 4 сентября 1946 года) — австралийский художник и гравер, особенно известный своей картиной «Основание Перта 1829», которая была заказана в рамках празднования столетия Западной Австралии и представлена в Художественной галерее Западной Австралии в феврале 1929 года.
В 1890 году он отправился в Европу, чтобы учиться в Академии Джулиана в Париже, а в начале 1930-х работал главным куратором искусства в Западно-австралийской музейной художественной галерее.
Морисон родился 31 августа 1861 года в Мельбурне и умер 4 сентября 1946 года в Южной Ярре, штат Виктория.